# Seres-Sturm Lajos
Seres-Sturm Lajos (Brád, 1931. augusztus 21. – Debrecen, 2013. december 14.) erdélyi magyar orvosi szakíró, Seres-Sturm Magda férje.

## Életútja, munkássága
Középiskoláit a nagyenyedi Bethlen Gábor Kollégiumban (1950), egyetemi tanulmányait a marosvásárhelyi Marosvásárhelyi Orvosi és Gyógyszerészeti Egyetemen végezte (1956). Egy évet a brádi tbc-szanatórium tüdősebészeti osztályán dolgozott; 1958-ban kinevezték tanársegédnek a marosvásárhelyi OGYI anatómia és fejlődéstani tanszékére. 1965-től adjunktus, az orvostudományok doktora (1967), előadótanár (1972), majd professzor (1990-től), 1989–2001 között tanszékvezető, nyugdíjasként 2007-ig konzultáns professzor. Közben 1967-ben elnyerte az orvostudomány doktora címet, 1990-től doktorátusvezető, 1995–2000 között prorektor. Párhuzamosan 1959-től a marosvásárhelyi Ortopédiai Klinikán szakorvos (1963), majd főorvos (1973–2006). 1992-ben megszervezte a nagyszebeni Állami Egyetem Orvosi Karának anatómia és fejlődéstani tanszékét, amelynek 1998-ig tanszékvezető professzora volt. Közben 1996-ban vendégprofesszor Costa Ricában, 1998-ban Brazíliában.
Főbb kutatási területei: a máj hipoxiás ártalmai, a máj regenerációja, a kísérletes cirrhosis reverzibilitása, csontbiológiai alapkutatások (csonthegképződés, csontátültetés és integráció), valamint klinikai anatómiai és ortopédiai kérdések (csípő endoprotetika, osteoporózis), az anatómia oktatásának időszerű kérdései. Több mint 400 szakközlemény szerzője és társszerzője. Tudományos eredményeit hazai (Orvosi Szemle, Morfologia, Chirurgia, Rev. Rom. Citol. Embriol.) és külföldi szaklapokban (Naturwissenschaften, Kísérletes Orvostudomány, Acta Morphologica, Epatologia, Experim. Pathol., Acta Anat., Anat. Anzeig, Quarter, Anat. Pract.) közölte, ezenkívül számos hazai és nemzetközi kongresszuson ismertette (Franciaország, Németország, Spanyolország, Olaszország, Csehszlovákia, Belgium, Svájc, Portugália, Amerikai Egyesült Államok, Kanada, Mexikó, Brazília, Kína, Dél-Afrika).
A Romániai Anatómusok Társaságának alapító tagja és alelnöke, több európai és amerikai nemzetközi anatómiai társaságnak és oktatási bizottságnak, az MTA külső köztestületének tagja (2000), a Nemzetközi Anatómiai Társaságok Federációjának szervezőbizottsági tagja (1979–1996), a Nagyszebeni Egyetem díszdoktora (1999).

## Szakkönyvei
- Regenerarea ficatului (Maros Tiborral, Bukarest, 1969. A Román Akadémia Marinescu-díjával 1974-ben kitüntetett mű)
- Anatomie şi fiziologie farmaceutică (Seres-Sturm Magdával, Marosvásárhely, 1990)
- Neuroanatomie (Bukarest, 1993 és 1995; újrakiadás Seres-Sturm Magdával, Pávai Zoltánnal és Dénes Loránddal, Bukarest, 2006; románul is)
- Anatomie cervico-oro-facială (Virgil Nicolescuval és Matusz Péterrel, Temesvár, 1995)
- Osteo-artro-miologie (társszerzőkkel, Temesvár, 1995)
- Angiologie şi neurologie (társszerzőkkel, Temesvár, 1995)
- M. Vidic: Anatomia omului. Atlas fotografic. Traducere, terminologie (társfordító B. Solomon, Bukarest, 2001)
- A törzs anatómiája (társszerzők Pávai Zoltán és Seres-Sturm Magda, Bukarest, 2004)
- A fej és a nyak anatómiája (társszerzők Remus Şipoş és Dénes Loránd, Bukarest, 2005)
- A végtagok anatómiája (társszerzők Pávai Zoltán, Seres-Sturm Magda és Dénes Loránd, Bukarest, 2005)
- Általános embriológia (társszerzők Seres-Sturm Magda és Gogolák H. Edit, uo. 2005; románul Bukarest)
- Részletes embriológia. Organogenézis (társszerzők Gogolák H. Edit és Pávai Zoltán, Bukarest, 2006. 3. jav. kiad.)
- Neuroanatómia (társszerzők Seres-Sturm Magda, Pávai Zoltán és Dénes Loránd, Bukarest, 2006; románul is)

## Egyetemi jegyzetei
- Az emberi test leíró és tájanatómiája (I–V. Maros Tiborral és Lázár Lászlóval, Marosvásárhely, 1969–1984)
- A végtagok anatómiája (uo. 1974)
- Gyakorlati anatómia (Maros Tiborral, uo. 1987)
- Az idegrendszer anatómiája (uo. 1993)
- Általános és részletes embriológia (Gogolák Edittel, uo. 1995)
- Anatómia és élettan (Rácz Lajossal és Seres-Sturm Magdával, uo. 1995).[2]

## Egyetemi tankönyvei
- A végtagok anatómiája (Marosvásárhely, 1995–2007)
- A törzs anatómiája (Marosvásárhely, 1996–2007)
- A fej és a nyak anatómiája (Marosvásárhely, 2000–2007)
- Általános és részletes embriológia. I–II. (Marosvásárhely, 1995–2007)
- Neuroanatómia (Marosvásárhely, 1997–2007)[3]